# Jungle Run
Pour plus de détails, voir Fiche technique et Distribution.
Jungle Run est un film d'aventures américain de 2021 réalisé par Noah Luke. Le film a été produit par The Asylum.

## Synopsis
Au Brésil, l’anthropologue Nicholas Kieran est à la recherche de trésors dans la forêt amazonienne. Sous les arbres défrichés, enfoui profondément, il trouve bientôt ce qu’il cherche. Lorsqu’il découvre une statue avec une relique triangulaire verte frappante, l’un des membres de l’équipe de fouilles le prend à part et suggère qu’ils vendent la relique et qu’il reçoive 20% des recettes. Alors que Nicholas rejette l’offre, un bruit strident retentit et peu de temps après, les insectes de la région deviennent fous et attaquent l’équipe d’excavation.
Peu de temps après, les enfants de Nicholas, Amanda et Scott, apprennent que leur père a disparu. Tous deux décident d’aller dans la jungle et de chercher leur père. Amanda monte à bord du navire du capitaine Lebecq et paie ses services à l’avance. Un peu plus tard, ils sont rejoints par une femme qui se présente comme Vera, responsable des fouilles. Après avoir versé une somme considérable au capitaine, elle est également accueillie à bord. Amanda et Lebecq ont une première dispute parce qu’il veut atteindre l’Amazonie avant le coucher du soleil à cause des trafiquants de drogue et des pirates, mais Amanda exige qu’ils attendent son frère Scott. Scott monte à bord du bateau au dernier moment, mais perd son bagage à main.
Lebecq, accompagné de Sark et de Teese, prend la direction du groupe, car il connaît également très bien la jungle dense. Ils vont à terre, où Vera soupçonne que se trouve le camp de l’équipe d’excavation, mais ils ne rencontrent qu’un grand groupe de grenouilles à fléchettes empoisonnées, qui tombent immédiatement sur Lebecq et lui mordent la jambe. Lorsqu’ils ont pu se sauver des grenouilles à une distance plus sûre, l’homme blessé demande que sa jambe soit sectionnée avant que le poison ne se propage davantage. Lorsque Sercq tente de couper la jambe avec une machette, un homme aveugle apparaît, sortant de la forêt. Il suit apparemment le groupe depuis un certain temps. Il traite avec succès la jambe et met en garde le groupe contre le Curupira, une divinité indigène qui défend résolument la forêt tropicale et vit au cœur de la jungle. L’inconnu disparaît alors dans la forêt.
De retour à bord, il y a discussion sur la façon de procéder. Amanda et Vera insistent pour que la mission soit terminée, puisque l’argent a été versé. Par conséquent, ils poussent plus loin sur le fleuve dans l’Amazonie. Peu de temps après, leur bateau est attaqué par une horde de piranhas, qui endommagent le moteur et l’hélice. Teese, qui veut remonter l’hélice du navire après l’avoir nettoyée avec succès, est poussé dans l’eau par les piranhas et mangé. Le reste du groupe atteint de justesse le rivage dans le bateau en perdition. Ils continuent à pied et rencontrent des crocodiles de l'Orénoque. Le groupe doit se séparer. Amanda et Lebecq atteignent enfin le site de l’excavation. Lebecq est attaqué par les insectes qui ont déjà attaqué l’équipe d’excavation. Il est capable de les identifier comme des fourmis 24 heures sur 24 et de réussir à s’échapper avec Amanda. Sercq et Vera, qui se cachent parmi les buissons, entendent les appels de Scott, mais Sark interprète cela comme une tentative du Curupira pour les tromper.
Pendant ce temps, il devient clair que Nicholas a été le seul de l’équipe d’excavation à survivre, et il vit maintenant dans une caravane avec la relique. Amanda et Lebecq traversent un pont quand soudain un groupe de cannibales apparaît devant eux. Derrière Amanda et Lebecq, Scott apparaît dans une veste des gens qui défrichent les forêts et sont donc les ennemis des indigènes. Ils sont capturés et emmenés au camp. Il y a aussi Vera et Sercq. Peu de temps avant que Lebecq ne soit sacrifié à Curupira sur un arbre sacré, des araignées presque de la taille d’un homme tombent de l’arbre, attaquent et tuent les cannibales. Dans la confusion, le groupe s’échappe sous la direction d’Amanda.
Grâce à des panneaux sur l’arbre et le camp ainsi qu’aux indices que l’aveugle leur a donnés, elle découvre que le cœur de la jungle doit être la cascade située à 2 kilomètres. Quand ils l’atteignent, ils trouvent une grotte derrière l’eau. À l’exception de Lebecq, les serpents géants qui y vivent dévorent les humains, mais Amanda est capable de se couper de son corps et de libérer tout le monde sauf Sercq.
Dehors, à la cascade dans le fourré de la jungle, ils rencontrent Lebecq, qui est mourant. Non loin de là, ils retrouvent enfin leur père ligoté. Un peu plus tard, le Curupira apparaît. C’est un gros monstre bipède avec des flammes sur le dos. Ils détruisent la relique afin de libérer le Curupira, qui semble être liée à la relique. Cependant, Vera veut tirer sur la divinité, elle échoue et est dévorée par une grande Dionée attrape-mouche. La famille de Nicholas, Amanda et Scott rentre chez elle, tandis que le Curupira baisse son regard sur les Amazones.

## Distribution
- Richard Grieco : Nicholas Kieran
- Alyson Gorske (de) : Amanda Kieran
- Jack Pearson (de) : Scott Kieran
- Jamie Petitto (de) : Vera
- Wade Hunt Williams (de) : Lebecq
- Benjamin Bernard (de) : Sark
- Christian DeJesus (de) : Teese
- Alejandro Maysonet : Arlan
- Juan Ortega : Joao
- Hansel Alexander Carter IV : Theo[1]
- Rey'Von Miller : l'homme aveugle
- Chris Cobian : le prêtre Yanomami
- Sky Hanf : un ouvrier du bâtiment
- Darius Autry : un membre de la tribu Yanomami
- Andrew j Murray : un membre de la tribu Yanomani
- Jacob Serrano : un membre de la tribu Yanomami
- Darius Autry : un membre de la tribu Yanomami[2]

## Production
Le film est un mockbuster du film d'aventures Jungle Cruise. Jungle Run est sorti le 25 juin 2021 aux États-Unis, un peu moins d’un mois avant Jungle Cruise, qui est sorti le 30 juillet 2021. Le 2 septembre 2021, le film est sorti en location de vidéos en langue allemande. Le 13 décembre 2021, Tele 5 l’a diffusé pour la première fois gratuitement à la télévision.

## Accueil

### Réception critique
Filmdienst critique « Des déchets d’action bon marché à l’imitation des grosses productions au meilleur budget. »
Cinema commente : « Beaucoup de monstres, petit cerveau : voyage dans la jungle est creux. » Cinema parle aussi de « bêtises de la jungle du studio bon marché The Asylum ».
Outnow décrit le film comme une « arnaque simple d’esprit ». L’« histoire simpliste avec de nombreux monstres mal animés » est critiquée, et il est également critiqué que le film ait été tourné presque exclusivement avec des acteurs inconnus. La performance d’acteur de Richard Grieco, surnommé « la grande star », est qualifiée de « risible ». Enfin, Outnow dit que « si vous aimez les gros serpents et les araignées sifflantes », vous aimeriez regarder ce film. En outre, il est mentionné que, de l’avis du journal, The Asylum a déjà « produit pire ».
Oliver Armknecht de Film-Rezensionen parle d'« effets spéciaux du présentoir aux bonnes affaires ». Il poursuit en écrivant que les dialogues semblaient « comme s’ils avaient été tirés d’un atelier d’écriture de maternelle ». De plus, les personnages sont un désastre et « l’histoire n’a pas vraiment l’air meilleure ». Seule l’actrice principale Alyson Gorske se démarque positivement du casting et est surnommée une « lueur d’espoir dans cette affaire trouble » et qu’elle serait « impatiente de participer ». Il est apprécié que le film tente de confronter le spectateur à un « message écologique », « qui n’est pas antipathique dans le cadre ».
Dans l’Internet Movie Database, le film a une note de 2,7 étoiles sur 10,0 possibles (au 11 février 2022) avec plus de 450 votes.